# Едноплатков компютър
Едноплатков компютър (на английски: single-board computer) е работещ компютър, събран на една печатна платка, на която обикновено са разположени микропроцесор, оперативна памет, входно-изходни системи и други модули, необходими за функционирането му. Едноплатковите компютри се използват като демонстрационни системи, системи за разработчици, в образованието, или като част от промишлени или вградени системи.
За разлика от традиционните персонални настолни компютри, едноплатковите не изискват допълнителни периферни платки. Някои едноплаткови системи се предлагат като компактна платка само с процесор и памет, с възможност за присъединяване на различни разширения, например за увеличаване на количеството куплунзи. Такава икономия прави цялото устройство по-компактно, но от друга страна, надграждането му – смяна на процесора или паметта – е затруднено, защото компонентите са запоени.

## Примери
- Ардуино
- Raspberry Pi